# 生命之符

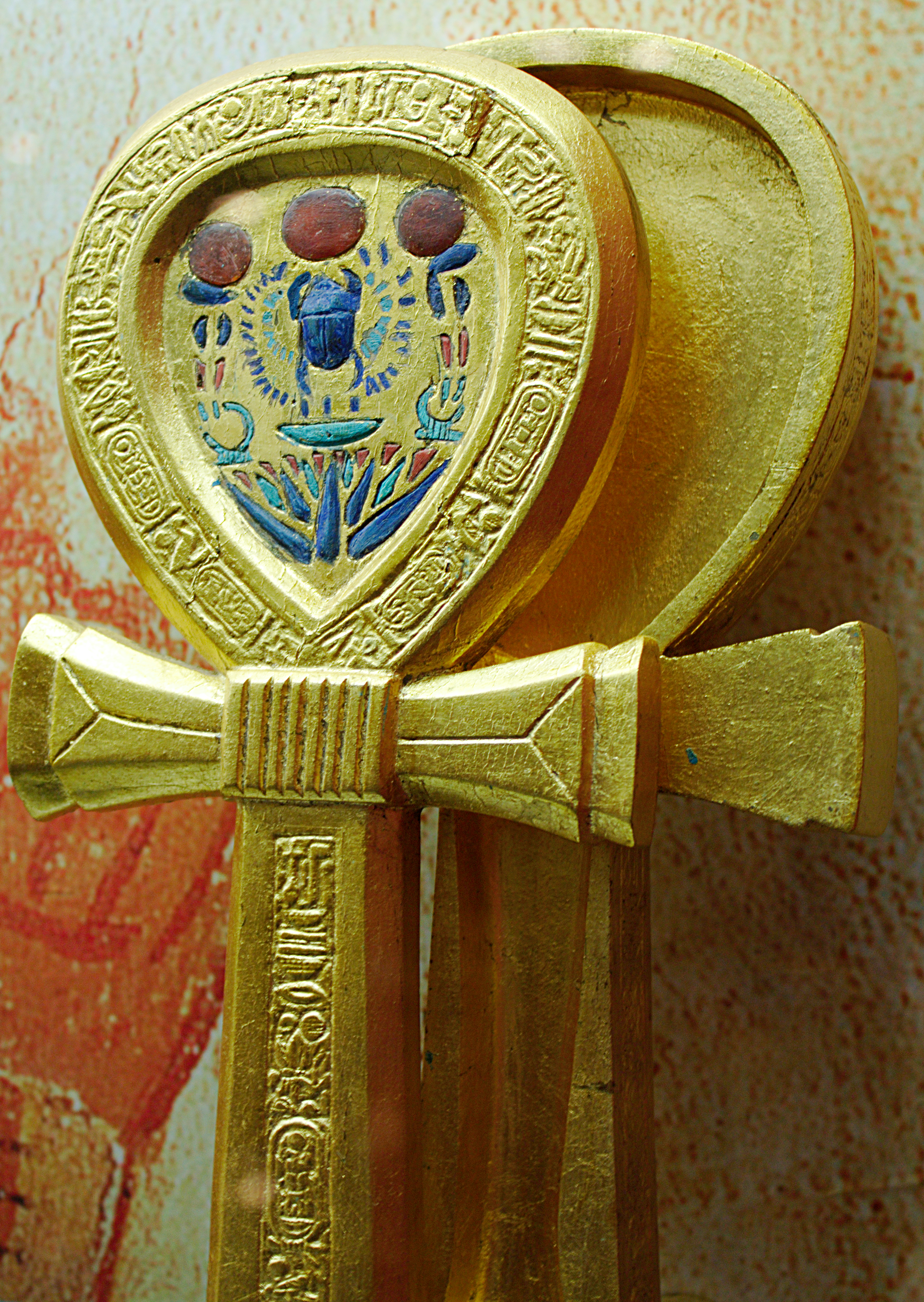
一面生命之符形状的镜子

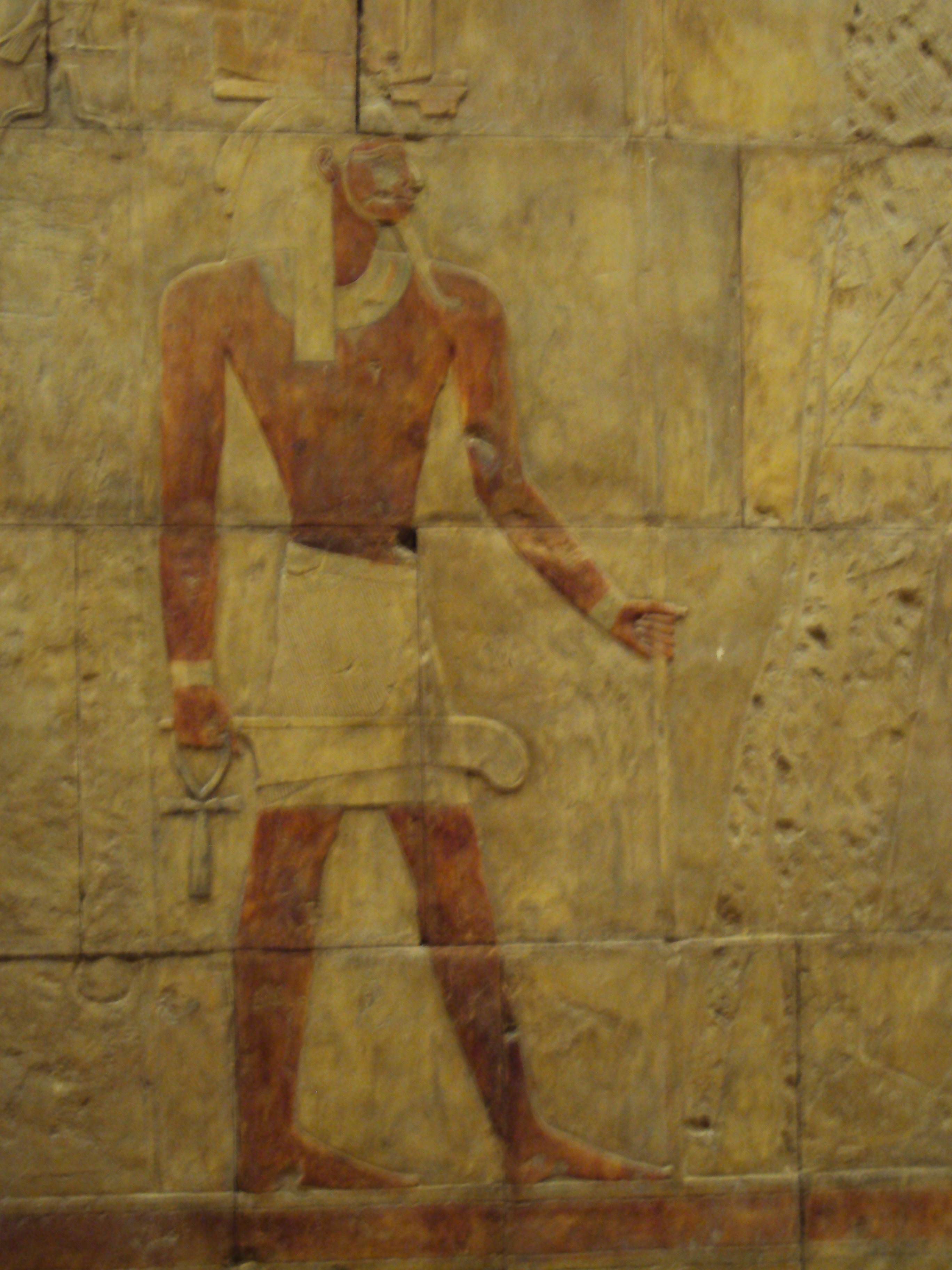
哈特谢普苏特在位时期 (前1508–前1458)的壁画，皇家安大略博物馆。

生命之符（英语：Ankh；符號：U+2625 ☥），又稱安卡、安可，是埃及象形文字（又稱聖書體）的字母，代表詞語ʿnḫ，解作生命。部分古埃及的神祇手持生命之符的圈，或兩手各執生命之符，交叉雙手放於胸前。拉丁文稱此符作crux ansata，「有柄的十字」之意。

## 研究
對古埃及學者來說，其形象有何含意仍是個謎。部分專家認為它是子宮形像，但此說法未被完全接受。英国的埃及古物学者艾伦·加德纳（Alan Gardiner）推測它是便鞋扣帶的形像，其圈讓腳踝套入，因為便鞋扣帶的寫法也是ʿnḫ（但可能讀音不同）。
生命之符在古埃及的墓地和藝術中常常出現。在畫像中，賦與木乃伊生命的神祇的手指通常繪有生命之符。古埃及人以生命之符作為護身符，有時會加上另外兩個分別代表「力量」和「健康」的字母。鏡子也通常製作成生命之符的形狀。
在Unicode中，生命之符的編碼是U+2625（☥）。

## 外部連結
- （英文）生命之符的介紹 （页面存档备份，存于）